# La signora Miniver
La signora Miniver (Mrs. Miniver) è un film del 1942 diretto da William Wyler. È ispirato al personaggio della casalinga inglese Mrs. Miniver creato da Jan Struther nel 1937.

## Trama
La famiglia Miniver, la casalinga Kay, l'architetto Clem e i loro due figli più piccoli Judy e Toby, vivono in un tranquillo villaggio inglese sulle rive del Tamigi poco distante da Londra, mentre il figlio maggiore Vin è studente a Oxford. Il villaggio è "dominato" dall'aristocratica Lady Beldon che mal sopporta la modernità e soprattutto la mescolanza tra classi sociali. Non vede infatti di buon occhio la nascente simpatia tra la nipote Carol e il giovane Vin.
Lo scoppio della seconda guerra mondiale porta numerosi cambiamenti nella vita della famiglia, come in quella del paese. Vin si arruola nella RAF mentre Clem entra a far parte del servizio di sorveglianza.
Nell'estate del 1940, mentre Clem assieme a molte altre imbarcazioni partecipa all'evacuazione delle forze militari inglesi bloccate a Dunkerque, un aereo tedesco cade nelle vicinanze del villaggio. Il pilota sopravvive ed entra in casa Miniver, ma Kay mantiene il sangue freddo e riesce a consegnare il pilota alla polizia poco prima del rientro del marito.
Lady Beldon rivela a Kay di opporsi al matrimonio di Vin e Carol non per ragioni di classe, ma solo per evitare alla nipote il dolore della perdita come era successo a lei in gioventù: Lady Beldon era rimasta infatti vedova a 16 anni, pochi mesi dopo il matrimonio. Kay riesce però a convincerla che i giovani hanno diritto alla felicità, fosse anche di breve durata.
Le incursioni aeree tedesche continuano senza sosta e la famiglia si vede costretta a passare quasi tutte le notti nei rifugi, ma nonostante ciò il villaggio organizza l'annuale concorso floreale e, per la prima volta, Lady Beldon ha un avversario: il signor Ballard, capostazione, ha infatti creato una nuova rosa, battezzata "signora Miniver", che risulta essere la vincitrice.
Dopo aver accompagnato Vin al suo reparto, l'auto che porta Kay e Carol a casa viene colpita da un attacco aereo e la giovane rimane uccisa. Tutto il villaggio si riunisce nella chiesa semidistrutta per il funerale e il pastore pronuncia un accorato sermone, esortando a continuare la lotta per la pace e la libertà.
Nell'ultima inquadratura, attraverso il tetto squarciato della chiesa, si vedono gli aerei in partenza per una nuova missione.

## Sequel
1950 - Addio signora Miniver (The Miniver Story) regia di Henry C. Potter.

## Produzione
Il film fu prodotto dalla Metro-Goldwyn-Mayer (MGM) con un budget stimato di 1.344.000 dollari. Le riprese durarono dal novembre 1941 al 1º aprile 1942 negli studi della MGM al 10202 W. Washington Blvd di Culver City.

## Distribuzione
Distribuito dalla Metro-Goldwyn-Mayer (MGM), il film venne presentato in prima a New York il 4 giugno e poi a Los Angeles il 22 luglio. Venne organizzata una prima londinese il 10 luglio 1942. Uscito in tutto il mondo, il film arrivò in Italia nel dopoguerra: presentato con il titolo La signora Miniver, uscì nelle sale cinematografiche il 9 giugno 1948.

## Riconoscimenti
- 1943 -  Premio Oscar
  - Miglior film alla Metro-Goldwyn-Mayer
  - Migliore regia a William Wyler
  - Miglior attrice protagonista a Greer Garson
  - Miglior attrice non protagonista a Teresa Wright
  - Miglior sceneggiatura non originale a James Hilton, George Froeschel, Claudine West e Arthur Wimperis
  - Migliore fotografia a Joseph Ruttenberg
  - Candidatura Miglior attore protagonista a Walter Pidgeon
  - Candidatura Miglior attore non protagonista a Henry Travers
  - Candidatura Miglior attrice non protagonista a May Whitty
  - Candidatura Miglior montaggio a Harold F. Kress
  - Candidatura Miglior sonoro a Douglas Shearer
  - Candidatura Migliori effetti speciali a A. Arnold Gillespie, Warren Newcombe e Douglas Shearer
- 1942 - New York Film Critics Circle Award
  - Candidatura Miglior attrice protagonista a Greer Garson

Nel 1942 il National Board of Review of Motion Pictures l'ha inserito nella lista dei migliori dieci film dell'anno.
Nel 2009 è stato scelto per essere conservato nel National Film Registry della Biblioteca del Congresso degli Stati Uniti.